# Tournée de l'équipe des Lions britanniques et irlandais de rugby à XV en 1989
Les Lions britanniques, ou plus couramment appelés Lions, se déplacent en Australie lors d'une tournée organisée en 1989 avec pour points d'orgue trois test matchs contre l'équipe d'Australie. C'est la première fois que l'Australie accueille seule une tournée des Lions. La série de test matchs contre les Wallabies est remportée par les Lions par deux victoires à une, et ce après avoir perdu la première rencontre à Sydney. L'équipe est dirigée par l'Écossais Ian McGeechan et le capitaine est son compatriote Finlay Calder.

## Le groupe de la tournée
| Joueur               | Poste                  | Club                  | Équipe nationale |
| -------------------- | ---------------------- | --------------------- | ---------------- |
| Gareth Chilcott      | pilier                 | Bath Rugby            | Angleterre       |
| Mike Griffiths       | pilier                 | Bridgend Ravens       | Pays de Galles   |
| David Sole           | pilier                 | Edinburgh Academicals | Écosse           |
| Dai Young            | pilier                 | Cardiff RFC           | Pays de Galles   |
| Brian Moore          | talonneur              | Nottingham            | Angleterre       |
| Steve Smith          | talonneur              | Ballymena RFC         | Irlande          |
| Paul Ackford         | deuxième ligne         | Harlequins            | Angleterre       |
| Wade Dooley          | deuxième ligne         | Preston Grasshoppers  | Angleterre       |
| Donal Lenihan        | deuxième ligne         | Cork Constitution     | Irlande          |
| Bob Norster          | deuxième ligne         | Cardiff RFC           | Pays de Galles   |
| Dean Richards        | troisième ligne centre | Leicester Tigers      | Angleterre       |
| Derek White          | troisième ligne centre | London Scottish       | Écosse           |
| Finlay Calder (cap.) | troisième ligne aile   | Stewart's Melville FP | Écosse           |
| John Jeffrey         | troisième ligne aile   | Kelso                 | Écosse           |
| Andy Robinson        | troisième ligne aile   | Bath Rugby            | Angleterre       |
| Mike Teague          | troisième ligne aile   | Gloucester            | Angleterre       |

| Joueur         | Poste            | Club                   | Équipe nationale |
| -------------- | ---------------- | ---------------------- | ---------------- |
| Gary Armstrong | demi de mêlée    | Jed-Forest RFC         | Écosse           |
| Mike Hall      | demi de mêlée    | Bridgend Ravens        | Pays de Galles   |
| Robert Jones   | demi de mêlée    | Swansea RFC            | Pays de Galles   |
| Rob Andrew     | demi d'ouverture | Wasps RFC              | Angleterre       |
| Craig Chalmers | demi d'ouverture | Melrose RFC            | Écosse           |
| Paul Dean      | demi d'ouverture | St. Mary's College RFC | Irlande          |
| John Devereux  | centre           | Bridgend Ravens        | Pays de Galles   |
| Jeremy Guscott | centre           | Bath Rugby             | Angleterre       |
| Scott Hastings | centre           | Watsonians RFC         | Écosse           |
| Brendan Mullin | centre           | London Irish           | Irlande          |
| Ieuan Evans    | ailier           | Llanelli RFC           | Pays de Galles   |
| Chris Oti      | ailier           | Wasps RFC              | Angleterre       |
| Rory Underwood | ailier           | Leicester Tigers       | Angleterre       |
| Tony Clement   | arrière          | Swansea RFC            | Pays de Galles   |
| Peter Dods     | arrière          | Gala RFC               | Écosse           |
| Gavin Hastings | arrière          | London Scottish        | Écosse           |

## Résultats
|          | Date        | Opposition                 | Lieu                             | Résultat | Score |
| -------- | ----------- | -------------------------- | -------------------------------- | -------- | ----- |
| Match 1  | 10 juin     | Western Australia          | Perry Lakes Stadium (Perth)      | Victoire | 44-0  |
| Match 2  | 14 juin     | Australia B                | Olympic Park (Melbourne)         | Victoire | 23-8  |
| Match 3  | 17 juin     | Queensland Reds            | Ballymore Stadium (Brisbane)     | Victoire | 19-15 |
| Match 4  | 20 juin     | Queensland Reds B          | Barlow Park (Cairns)             | Victoire | 30-6  |
| Match 5  | 24 juin     | New South Wales Waratahs   | North Sydney Oval (Sydney)       | Victoire | 23-21 |
| Match 6  | 27 juin     | New South Wales Waratahs B | Apex Oval (Oberon)               | Victoire | 39-19 |
| Match 7  | 1er juillet | Australie                  | Sydney Football Stadium (Sydney) | Défaite  | 12-30 |
| Match 8  | 4 juillet   | ACT Brumbies               | Seiffert Oval (Queanbeyan)       | Victoire | 41-25 |
| Match 9  | 8 juillet   | Australie                  | Ballymore Stadium (Brisbane)     | Victoire | 19-12 |
| Match 10 | 15 juillet  | Australie                  | Sydney Football Stadium (Sydney) | Victoire | 19-18 |
| Match 11 | 19 juillet  | New South Wales Country    | No.2 Sportsground                | Victoire | 72-13 |
| Match 12 | 23 juillet  | ANZAC XV                   | Ballymore Stadium (Brisbane)     | Victoire | 19-15 |

## Résultats des test-matchs
| No | Date             | Lieu                                      | Match                          | Score   | Compétition |
| -- | ---------------- | ----------------------------------------- | ------------------------------ | ------- | ----------- |
| 1  | 1er juillet 1989 | Sydney Football Stadium, Sydney Australie | Australie – Lions britanniques | 30 – 12 | test match  |
| 2  | 8 juillet 1989   | Ballymore Stadium, Brisbane Australie     | Australie – Lions britanniques | 12 – 19 | test match  |
| 3  | 15 juillet 1989  | Sydney Football Stadium, Sydney Australie | Australie – Lions britanniques | 18 – 19 | test match  |

### Match 1
détails de la rencontre
| Équipes                 | Australie - Lions |
| Score                   | 30 - 12 (0 - 0) |
| Date                    | 1er juillet 1989 |
| Stade                   | Sydney Football Stadium |
| Arbitre                 | |
| Spectateurs             | |
| Composition des équipes | |
| Australie               | Titulaires : 15 Greg Martin, 14 Acura Niuquila, 13 Lloyd Walker, 12 Dominic Maguire, 11 David Campese, 10 Michael Lynagh, 9 Nick Farr-Jones, 8 Scott Gourley, 7 Jeff Miller, 6 Steve Tuynman, 5 Steve Cutler, 4 Bill Campbell, 3 Dan Crowley, 2 Tom Lawton, 1 Cameron Lillicrap Remplaçants : 16 Mark Hartill, 17 Mark McBain |
| Lions                   | Titulaires : 15 Gavin Hastings, 14 Ieuan Evans, 13 Mike Hall, 12 Brendan Mullin, 11 Rory Underwood, 10 Craig Chalmers, 9 Robert Jones, 8 Dean Richards, 7 Finlay Calder, 6 Derek White, 5 Bob Norster, 4 Paul Ackford, 3 Dai Young, 2 Brian Moore, 1 David Sole Remplaçants :                                                 |
| Points marqués          | |
| Australie               | 4 essais Greg Martin, Lloyd Walker, Dominic Maguire, Scott Gourley 4 transformations Michael Lynagh 1 pénalité Michael Lynagh 1 drop Michael Lynagh |
| Lions                   | 3 pénalités Gavin Hastings (2) et Craig Chalmers 1 drop Craig Chalmers |

### Match 2
détails de la rencontre
| Équipes                 | Australie - Lions |
| Score                   | 12 - 19 (12 - 6) |
| Date                    | 8 juillet 1989 |
| Stade                   | Ballymore Stadium |
| Arbitre                 | |
| Spectateurs             | |
| Composition des équipes | |
| Australie               | Titulaires : 15 Greg Martin, 14 Ian Williams, 13 Lloyd Walker, 12 Dominic Maguire, 11 David Campese, 10 Michael Lynagh, 9 Nick Farr-Jones, 8 Scott Gourley, 7 Jeff Miller, 6 Steve Tuynman, 5 Steve Cutler, 4 Bill Campbell, 3 Dan Crowley, 2 Tom Lawton, 1 Mark Hartill Remplaçants : |
| Lions                   | Titulaires : 15 Gavin Hastings, 14 Ieuan Evans, 13 Scott Hastings, 12 Jeremy Guscott, 11 Rory Underwood, 10 Craig Chalmers, 9 Robert Jones, 8 Dean Richards, 7 Finlay Calder, 6 Mike Teague, 5 Wade Dooley, 4 Paul Ackford, 3 Dai Young, 2 Brian Moore, 1 David Sole Remplaçants :     |
| Points marqués          | |
| Australie               | 1 essai Greg Martin 1 transformation Michael Lynagh 2 pénalités Michael Lynagh |
| Lions                   | 2 essais Jeremy Guscott et Gavin Hastings 1 transformation Rob Andrew 2 pénalités Gavin Hastings et Rob Andrew 1 drop Rob Andrew |

### Match 3
détails de la rencontre
| Équipes                 | Australie - Lions |
| Score                   | 18-19 (9-9) |
| Date                    | 15 juillet 1989 |
| Stade                   | Sydney Football Stadium |
| Arbitre                 | |
| Spectateurs             | |
| Composition des équipes | |
| Australie               | Titulaires : 15 Greg Martin, 14 Ian Williams, 13 Lloyd Walker, 12 Dominic Maguire, 11 David Campese, 10 Michael Lynagh, 9 Nick Farr-Jones, 8 Scott Gourley, 7 Jeff Miller, 6 Steve Tuynman, 5 Steve Cutler, 4 Bill Campbell, 3 Dan Crowley, 2 Tom Lawton, 1 Mark Hartill Remplaçants : |
| Lions                   | Titulaires : 15 Gavin Hastings, 14 Ieuan Evans, 13 Scott Hastings, 12 Jeremy Guscott, 11 Rory Underwood, 10 Rob Andrew, 9 Robert Jones, 8 Dean Richards, 7 Finlay Calder, 6 Mike Teague, 5 Wade Dooley, 4 Paul Ackford, 3 Dai Young, 2 Brian Moore, 1 David Sole Remplaçants :         |
| Points marqués          | |
| Australie               | 1 essai de Ian Williams 1 transformation de Michael Lynagh 4 pénalités de Michael Lynagh |
| Lions                   | 1 essai de Ieuan Evans 5 pénalités Gavin Hastings |